# Addio
Singles de Mireille Mathieu
On ne vit pas sans se dire adieu
(1975) Inutile de nous revoir
(1975)
Addio est une chanson de Mireille Mathieu sorti en 1975 sous le label Philips.